# شيلدون جونز
شيلدون جونز (بالإنجليزية: Sheldon Jones)‏ هو لاعب كرة قاعدة أمريكي، ولد في 22 فبراير 1922 في تيكومسيه في الولايات المتحدة، وتوفي في 18 أبريل 1991 في غرينفيل في الولايات المتحدة.

## وصلات خارجية
- شيلدون جونز على موقع دوري كرة القاعدة الرئيسي (الإنجليزية)
- شيلدون جونز على موقعبيزبول رفرنس.كوم (الدوري الرئيسي) (الإنجليزية)
- شيلدون جونز على موقعبيزبول رفرنس.كوم (الدوري الثانوي) (الإنجليزية)
- شيلدون جونز على موقع جمعية أبحاث البيسبول الأمريكية (الإنجليزية)
- شيلدون جونز على موقع إي إس بي إن.كوم (أم.أل.بي) (الإنجليزية)
- شيلدون جونز على موقع مشجعي الرسوم البيانية (الإنجليزية)